# 31874 Kosiarek
31874 Kosiarek è un asteroide della fascia principale. Scoperto nel 2000, presenta un'orbita caratterizzata da un semiasse maggiore pari a 2,332077 UA e da un'eccentricità di 0,091801, inclinata di 4,326669° rispetto all'eclittica.